# 新中医
《新中医》杂志是由中华人民共和国国家中医药管理局主管、广州中医药大学主办的一份国家级综合性中医药科技期刊。
创办于1969年10月，1972年经中国卫生部批准，正式向全国公开发行，当时为双月刊，1981年改为月刊，并正式向国外公开发行，为全国最早向国外发行的中医期刊。